# Saint Isidore de Bellevue
Saint Isidore de Bellevue est un village fransaskois situé dans la province de la Saskatchewan, il fait partie de la municipalité rurale de Saint-Louis N°431. 
Le bourg de Saint-Louis est situé au nord de la ville de Batoche et au sud de la ville de Prince Albert.
Le village de Saint Isidore de Bellevue fut fondé par des colons métis et canadiens-français qui sont venus du Québec et se sont établis dans ce territoire autour de la rivière Saskatchewan Sud. 
Le village constitue avec les villes de Batoche, Saint-Laurent de Grandin, Domremy, Hoey et Saint-Louis la municipalité rurale de Saint-Louis N°431, peuplée majoritairement de Fransaskois.
Lors du recensement de 2021, 60% des répondants déclarent l'anglais comme leur langue maternelle, et 37% le français.

## Personnalité liée à Saint Isidore de Bellevue
- Laurier Gareau (1949-), auteur, dramaturge, metteur en scène, comédien et historien